# Sistema de Patrimônio e Museus da Universidade Nacional da Colômbia

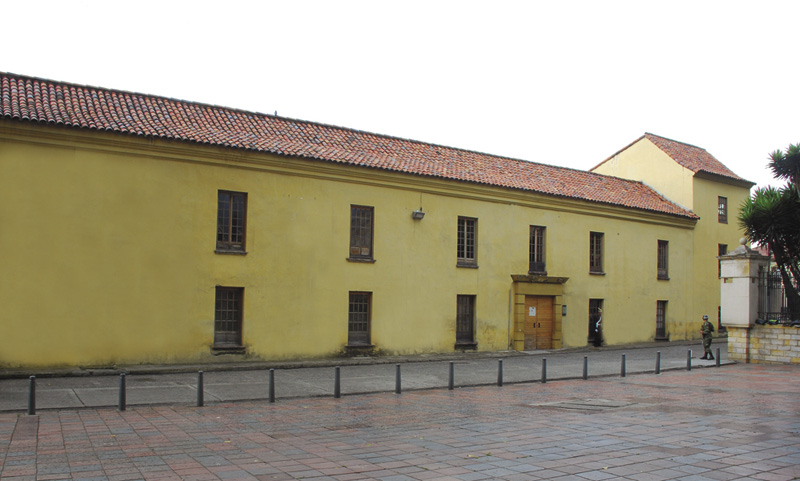
O Claustro de San Agustín, sede do Sistema de Patrimônio e Museus.

O Sistema de Patrimônio e Museus da Universidade Nacional da Colômbia, é um projeto de inversão da vice-reitoria onde a sede fica na Universidade Nacional da Colômbia, em Bogotá. O projeto busca recuperar, manter e acessar as coleções museográficas que a Alma Mater possui.